# Perminphy
Perminphy és el nom comercial d'una família aliatges magnètics que estan composts per un 78 % de níquel, Ni, i per ferro, Fe, i molibdè, Mo, en quantitats variables. Les seves permeabilitats magnètiques relatives varien entre 140 000 i 400 000. Per la seva feble histèresi i la seva reduïda força coercitiva s'han emprat com a material magnèticament dolç en nombrosos aparells electromagnètics: toros d'aparells de mesura, transformadors, amplificadors i blindatges (tubs catòdics i cables).